# Código de Eurico
El Código de Eurico o Código Euriciano (en latín: Codex Euricianus o Edictum Eurico regis) es un cuerpo legal de derecho visigodo, consistente en una recopilación de leyes, ordenada por el rey visigodo Eurico, en torno al año 476 en Tolosa. La compilación misma fue una obra de Leo, un jurista de la época, consejero principal del rey. En palabras de Álvaro d'Ors, «es fundamentalmente una fuente de derecho romano vulgar» apartándose así de la idea de una predominante influencia germánica.
A través del código se reconocieron y reafirmaron las costumbres de la nación visigoda, así como cuestiones de reparto de tierras de asentamiento de bárbaros. El Código es bastante confuso y parece que era una mera recolección de las costumbres godas alteradas por el derecho romano vulgar.

## Antecedentes
Eurico, nacido hacia el año 440, sube al trono en el 466 tras la muerte de su hermano Teodorico II. Llevará a cabo una política de expansión y se convertirá tras la caída de la estructura romana, en un rey poderoso. En estrecha relación con esta política también llevará a cabo una actividad legislativa notable. Durante mucho tiempo se le ha llegado a considerar como el primer legislador y el primer rey bajo cuyo gobierno los godos comenzaron a regirse por leyes y no por costumbres. Las leyes sancionadas por Eurico en este Código que fueron luego recogidas en el Liber iudiciorum de Recesvinto, promulgado en 654, recibieron el nombre en este último de «leges antique». Sin embargo, estudios más recientes hablan de unas Leyes Teodoricanas anteriores, y recopiladas por Eurico, que habrían sido promulgadas por su padre, Teodorico I, y su hermano, Teodorico II.

## Influencias
Con respecto a sus influencias propiamente legislativas, existen diversas fuentes que permiten el conocimiento más profundo acerca del contenido al cual el texto se refería. Estas fuentes son:
- Fragmenta Gaudenziana: la cual identifica al código más como un edicto que como un código como tal.
- Palimpsesto de Saint Germain del Prés: señalada hasta hoy como una de las más importantes fuentes del conocimiento del Código Euriciano. Constituido por 50 capítulos, de los cuales la publicación más influyente, se refiere a la realizada por Álvaro D'Ors, la cual va acompañada de una palingenesia del código.
- Antiquae del Liber iudiciorum: este no constituye una fuente directa de conocimiento del Código, ya que se plantea que este Liber tiene un supuesto origen desde el Codex revisius de Leovigildo, e incluso el propio texto del rey Eurico.

## El códice: palimpsesto parisino
La versión actual del palimpsesto encontrado por los monjes maurinos de la Abadía de Saint-Germain-des-Prés en su biblioteca en el siglo XVIII, aceptada por el mundo científico, es la de D'Ors, de 1960, traducida al castellano y con amplios comentarios. Anteriores a esta última versión han sido la de Blhume, con poco éxito, y la de Zeumer en 1920.
El texto, que debió de constar de unos 350 capítulos de los que solo conservamos 47, está basado en Derecho romano (según palabras de D'Ors, en Derecho romano vulgar), e incluso algunos mantienen que se trata de un híbrido gótico-romano.
A pesar de su nombre y a diferencia del Código de Teodorico, el Código de Eurico no constituye una codificación, sino que es un edictum, una obra creadora, que continúa la obra de las constituciones imperiales, así pues no es una compilación. Se ha llegado a esa conclusión porque cuando cayó el emperador romano de occidente Rómulo Augústulo, Eurico ocupó el puesto que había dejado el prefecto de Arlés, que tenía el ius edicenci, que es asumido por el rey godo y que con virtud de este promulga su obra.
Nadie dudó, desde un primer momento, de la autoría del código cuyos fragmentos figuran en el códice de París que se encuentra en la Biblioteca Nacional de París. Sus descubridores lo atribuyeron, en el mismo instante de encontrarlo, al rey Eurico, teniendo en cuenta la fecha (siglo VI), su relación con la Lex Burgundionum y dos capítulos, entre ellos el 277, en el que se dice que el padre del rey que legisla era rey y se prohíbe que se viera cualquier pleito de antes del 451. Por lo tanto, tuvo que ser posterior a esa fecha, pero anterior al año 481 porque los pleitos no debían de haber cumplido 30 años.
Con estos datos, sólo podrían haber sido tres reyes y quedarían eliminados los otros dos, si tuviéramos en cuenta la afirmación del principio «el primer rey bajo cuyo gobierno los godos comenzaron a regirse por leyes y no por costumbres».
Sin embargo, esta autoría se puso en duda tras el trabajo de Alfonso García-Gallo en 1947. García-Gallo comienza por negar su coincidencia con la Lex Burgundionum, por lo que el periodo ya se tambalearía (451–481) y nos quedarían tan solo las otras dos razones. Además una cosa es que Eurico dictara leyes y otra cosa muy distinta es que promulgara un código y que fragmentos de este estuvieran recogidos en el códice de París. García-Gallo se inclina por atribuirlo al hermano de este, a Teodorico II puesto que la prohibición de revisar causas falladas en el reinado del padre resulta más lógica cuanto más se acerque a la muerte de Teodorico I (451).
Si el código perteneciera realmente a Teodorico II dataría de la fecha 453–466, aunque dicha tesis es improbable puesto que Leovigildo corrigió, añadió y excluyó leyes de Eurico, por lo que es de presuponer la existencia de un código.

## Autoría, promulgación y motivos
Es probable que Eurico fuera el primer monarca que rompe todo vínculo con el antiguo Imperio romano y publica un código. Cabe sospechar que Eurico se propuso dictar una ley, si no regulando todos los problemas jurídicos que pudieran presentarse, sí lo suficientemente amplia como para abarcar de modo completo la totalidad de los habituales.
Pese a la casi total afirmación de atribuir a Eurico la paternidad del texto (redactado por algún jurista de la época), no faltaron autores que las atribuyeron a Alarico II, a Leovigildo y Recaredo, como una consecuencia de la conversión al catolicismo, al tener que atemperar la legislación al nuevo credo.
Aunque otra hipótesis, que se presenta de la mano de García-Gallo, es la de atribuir el código a su hermano Teodorico II. Una de las razones de plantear dicha hipótesis es que el precepto prohíbe revisar las causas falladas en el reinado del padre del legislador, lo que resultaría más congruente cuanto más cercano se encontrara su datación de la muerte de Teodorico I, en el año 451.
No hay unanimidad en cuanto a la fecha de promulgación del código, para unos fue el año 481, otros se inclinan a creer que el código es muy inmediato al año 451 (fecha de la muerte del padre de Eurico) se puede precisar como término a quo el año 466, fecha en que Eurico sube al poder. Zeuer lo data después del año 469 y antes del 481, alrededor del 475 y por último Álvaro d'Ors, basándose en un testimonio de Sidonio Apolinar, lo concreta en el 476, fecha de la caída del Imperio romano de Occidente, que parece lo más probable.
No es difícil llegar a saber cuáles fueron los motivos que impulsaron a Eurico a compilar una colección legislativa. Los godos se asentaron en los territorios conquistados, y no como en colonias cerradas, sino diseminadas entre la población romana, con la que entraron en contacto muy íntimo, a causa de la manera de hacerse el reparto de tierras. Con la convivencia de godos y romanos era inevitable que surgieran numerosas cuestiones y disputas de Derecho.
En todos estos casos se pondría de manifiesto la superioridad del Derecho romano escrito frente al Derecho consuetudinario germánico; mucho más teniendo en cuenta este Derecho, en medio de las nuevas condiciones culturales en que se encontraba y que no podía prever, debía fallar por completo en muchas ocasiones. El viejo Derecho gótico no conocía, por ejemplo, ninguna propiedad territorial privada.
Retomando una doctrina propuesta por García Gallo, d'Ors estima que el Código de Eurico se aplicó no solamente a los godos, sino también a los visigodos, sobre los cuales Eurico ejercía su autoridad. Por otra parte es probable que el trabajo contara con la colaboración de León de Narbona, uno de los ministros de Eurico.
El código de Eurico supuso el primer código promulgado por un monarca de origen germánico; es la primera lex barbarorum, constituyendo el primer código del occidente europeo. Este cuerpo jurídico fue considerado por San Isidoro de Sevilla, uno de los más importantes historiadores del Derecho germano, como la primera recopilación de leyes góticas en un texto de manera escrita.

## Fecha
La autoría del Código y su datación son cuestiones interdependientes. De pertenecer a Teodorico II, su promulgación hubiera tenido lugar entre los años 453 y 466, en los que él gobernó. Atribuyendo el texto a Eurico (opinión dominante), se situaría durante los años 466–484, en los que Euricó gobernó. Teniendo presente que comenzaría a partir del 469, debido a la alusión que se hace al reparto y reclamación de tierras.

## Estructura
De acuerdo a la palingenesia del Código de Eurico realizada por Álvaro D'Ors, los títulos que lo formarían serían los siguientes:
| - I.—De Iudiciis - II.—De Falsariis - III.—De Accusationibus - IV.—De his qui ad ecclesiam confugiunt - V.—De fugitivis - VI.—De Plagiatoribus - VII.—De furtis - VIII.—De caedibus - IX.—De vulneribus - X.—De beneficiis - XI.—De medicis | - XII.—De violatoribus sepulcrorum - XIII.—De transmarinis negotiatoribus - XIV.—De nuptiis inlicitis - XV.—De raptu virginum et viudarum - XVI.—De adulteriis - XVII.—De expositis - XVIII.—De oncendiis - XIX.—De damnis arborum - XX.—De vitiatis animalibus - XXI.—De vitiosis animalibus | - XXII.—De iter agentibus - XXIII.—De divisionibus - XXIV.—De porcis - XXV.—De invasionibus - XXVI.—De terminis - XXVII.—De commendatis vel commodatis - XXVIII.—De venditionibus - XXIX.—De donationibus - XXX.—De succesionibus - XXXI.—De libertatibus. |

## Contenido
Mientras el Código de Eurico fue estudiado por los historiadores de la corriente germanista, se pensó que esta obra sólo correspondía a la redacción de costumbres germánicas.
Sin embargo, Merea y D'Ors, en 1960, objetaron esta proposición. Ellos demuestran que el Código de Eurico recoge fundamentalmente Derecho romano vulgar más que Derecho germánico. Este hecho ha provocado que el estudio del Código atraiga la atención de los romanistas.
En relación con el contenido del Código de Eurico se puede señalar una división de aproximadamente 350 capítulos, los cuales a su vez, estaban enmarcados en 31 títulos de autoría reconocida por Eurico, y que se engloban explícitamente en cada una de las ramas del Derecho. Refiriéndonos a esto último hay que destacar que de las 31 firmas que prueban la elaboración del Código por parte del rey, 20 pertenecían al ámbito penal.
Así pues el Código contiene una gran variedad de materias: normas sobre procedimiento judicial, delitos y actos lícitos en general, asilo eclesiástico, médicos y sus honorarios, hijos abandonados, derechos y deberes de los viajeros, división de la tierra entre romanos y godos, comercio marítimo, matrimonio y uniones ilícitas, sucesión hereditaria, manumisiones…

## Destinatarios
Respecto al ámbito de vigencia y aplicación del Código de Eurico actualmente parece existir unanimidad en que no fuera derogado por el Breviario de Alarico sino por el Código de Leovigildo (codex revisus). De ahí que pueda interpretarse que, o bien el Código de Eurico se aplicaba a godos y el Breviario de Alarico a romanos; o bien que ambos formaban parte de un mismo ordenamiento jurídico (aplicable tanto a godos como a romanos) en el que el Código de Eurico era un texto especial y el Breviario de Alarico la legislación general o subsidiaria.

## Trascendencia
Este código traspasa las fronteras del reino visigodo, teniendo una amplia difusión en las Galias y también siendo utilizado por otros monarcas para la creación de nuevas leyes en sus respectivos territorios.
Dentro de las más importantes encontramos:
- Lex Baiuvariorum
- Lex Salica
- Capítulos Gaudenzianos
- Lectio Legum
- Edictum Rothari.

También influenció a la propia legislación hispano-goda, llegando varios de sus capítulos al Liber iudiciorum, última obra del reino. Este libro recogió la mayor parte del Código de Eurico a través del Código de Leovigildo.